# Jesuiten in Halberstadt
Jesuiten wirkten in Halberstadt im 16. und 17. Jahrhundert.

## Geschichte

### 1586 bis 1591
Von 1586 ist der erste Aufenthalt eines Jesuiten in Halberstadt bekannt. Dieser hielt sich bei den Franziskanern auf, gab sich aber nach außen nicht als solcher zu erkennen.
1589 schickte der sächsische Jesuitenprovinzial zwei Brüder auf Bitten des dortigen Franziskaner-Guardians in die Stadt. Einer von ihnen sollte dessen Nachfolger als Prediger im Dom werden. Das Domkapitel hatte zu dieser Zeit noch die katholischen Strukturen inmitten einer protestantischen Stadt aufrechterhalten können und fürchtete um dessen Bestand.
Die fratres wirkten in den nächsten Monaten mit einigem Erfolg und konnten einige Bürger und Adlige für den Katholizismus zurückgewinnen.
Anfang 1591 untersagte der neue protestantische Administrator von Halberstadt  Herzog Heinrich Julius deren weitere Tätigkeiten und wies sie in den folgenden Monaten aus der Stadt aus.
In den nächsten Jahrzehnten wirkten vereinzelt Jesuiten aus Hildesheim in der Stadt.

### 1629 bis 1643
Während des Dreißigjährigen Krieges kamen 1629/30 wieder einige Jesuiten nach der Eroberung durch Wallenstein nach Halberstadt. Diese konnten den Petershof als Residenz nutzen.  Sie eröffneten (zwei?) Schulen und predigten im Dom.
Nach dem schwedischen Sieg bei Breitenfeld mussten sie 1631 die Stadt wieder verlassen.
Von 1638 bis 1639 und von 1641 bis 1643 wirkten noch einmal Jesuiten in Halberstadt.